# Lecidella asema
Lecidella asema är en lavart som först beskrevs av William Nylander och som fick sitt nu gällande namn av Johannes-Günther Knoph och Hannes Hertel. 
Lecidella asema ingår i släktet Lecidella och familjen Lecanoraceae. Inga underarter finns listade i Catalogue of Life.